# Bernard Stora

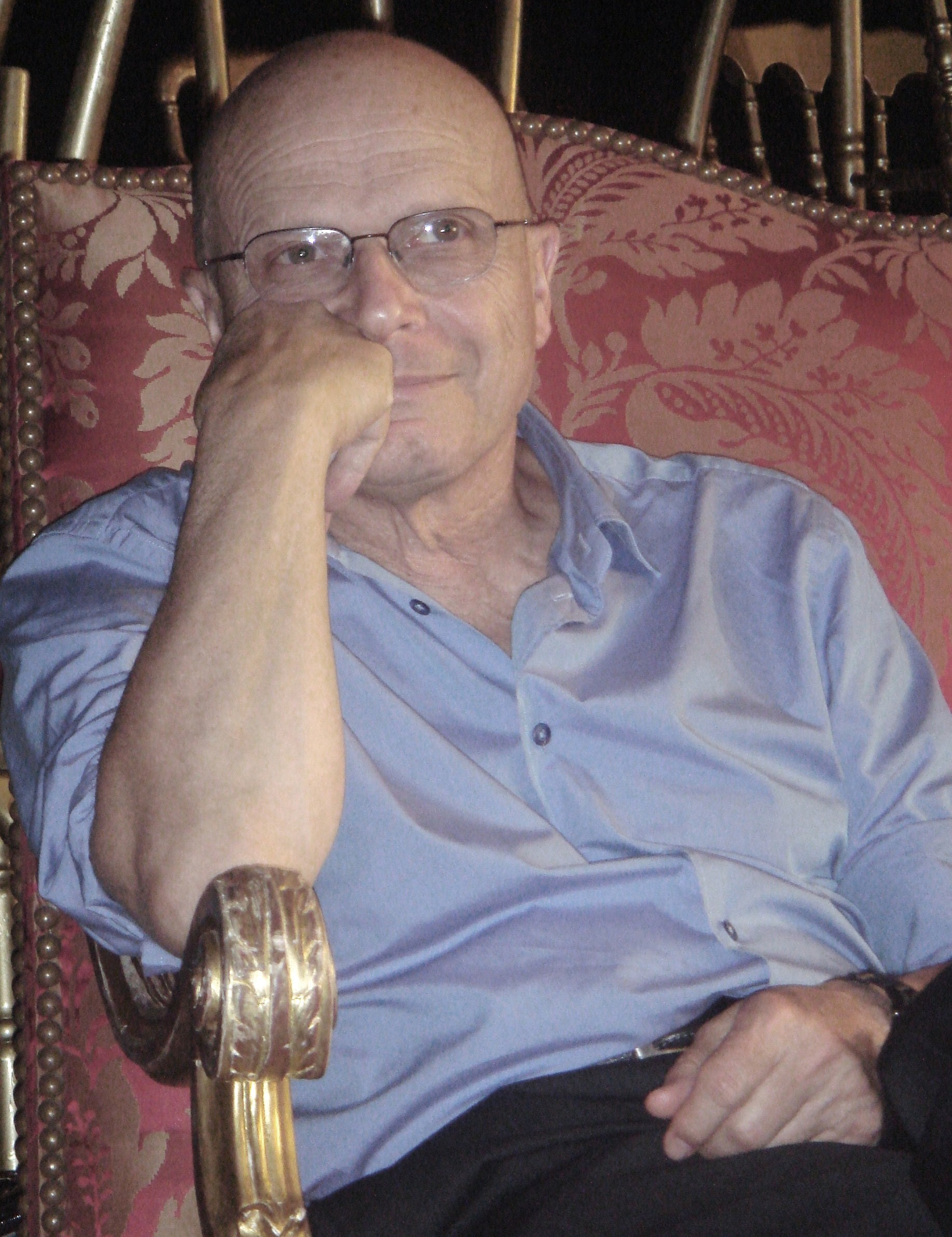
Bernard Stora, 2007

Bernard Stora (* 22. November 1942 in Marseille) ist ein französischer Drehbuchautor und Filmregisseur.

## Leben und Werk
Stora besuchte das Lycée Saint-Charles in Marseille. Unter seinen Mitschülern waren Jean-Pierre Léonardini, der spätere Film- und Literaturkritiker von L’Humanité und Gérard Guégan, der später als Journalist, Filmkritiker und Herausgeber arbeitete. Zu dritt gründeten sie die kurzlebige Zeitschrift Subjectif, die später von Contre-Champ, eine Fachzeitschrift für Film und Kino, abgelöst wurde.
Stora schrieb sich am Alter von 17 Jahren an der Pariser Filmhochschule IDHEC ein, wo er 1964 sein Abschlussdiplom erhielt. Ab 1975 unterrichtete er an der IDHEC.
1976 stellte ihn Robert Thomas für seinen Film Patate als Regieassistent ein, die Hauptrollen spielten Jean Marais und Danielle Darrieux. In der Folge arbeitete er als Regieassistent bzw. als Second-Unit-Direktor für eine Reihe von Regisseuren darunter Henri-Georges Clouzot, Daniel Duval, Jean Eustache, John Frankenheimer, Alex Joffé, Anatole Litvak, Jean-Pierre Melville, Jean Oury, Denys de La Patellière oder Jean-Paul Rappeneau.
Seinen ersten eigenen Spielfilm, Le jeune marié mit Richard Berry und Brigitte Fossey, konnte er 1983 realisieren. Seinen ersten Fernsehfilm Pablo est mort drehte er 1986 mit Marie-France Pisier und Richard Bohringer in den Hauptrollen. In der Folge arbeitete er als Drehbuchautor und als Regisseur vor allem für das französische Fernsehen. Inzwischen hat er über 40 Drehbücher verfasst und in rund 25 Filmen Regie geführt.
Stora hat in seiner langen Filmkarriere nur fünf Kinofilme realisiert. Seinen bisher letzten Film, für den er auch das Drehbuch geschrieben hat, Villa Caprice mit Niels Arestrup und Patrick Bruel in den Hauptrollen, hat er 2021 gedreht.

## Mitgliedschaften
Stora war von 1987 bis 1995 Mitglied des Conseil d’Administration et du Comité Pédagogique der Femis. Von 1975 bis 1995 war er Präsident der Kommission für die Finanzierung von Kurzfilmen am Centre National du Cinéma.

## Filmografie (Auswahl)
- 1983: Le jeune marié
- 1987: Isabell – Ein Schock fürs Leben (Vent de panique)
- 1990: La grande dune, Fernsehfilm
- 1994: Consentement mutuel
- 2000: Un dérangement considérable
- 2021: Villa Caprice

## Schriften
- Le travail de l’assistant-réalisateur dans la préparation du film de long-métrage. Institut des hautes études cinématographiques, Paris [1977].
- Le Bada. Roman. Denoël, Paris, 2023. ISBN 978-2-207-17665-8